# Јован Јаков Палеолог
Јован Јаков Палеолог (итал. Giovanni Giacomo Paleologo) (23. март 1395 — 12. март 1445. године) је био маркгроф Монферата од 1418. до 1445. године.
Рођен је у Трину, у Пијемонту, био је син и савладар од 1404. године, маркгрофа Теодора II од Монферата. Његова мајка је била Џоана од Бара,ћерка Роберта од Бара и Марије од Француске, војвоткиње од Бара. Године 1412. оженио се Јованом Савојском, сестром војводе Амадеа VIII.
После очеве смрти 1418. године, Јован Јаков је постављен зак маркиза од цара Сигисмунда. Истакао се неким бриљантним војним походом у области Апенина; такође је повећао свој престиж браком између своје сестре Софије и претпоследњег византијског цара Јована VIII Палеолога.
Експанзија маркгрофа Јована Јакова, међутим, подстакла је реакцију грофа од Савоје и војводе Филипа Марије Висконтија од Милана. Године 1431. потписали су савез са циљем уништења државе Монферат. Маркиз Јован Јаков је стога био приморан да затражи подршку Француске. Године 1432. ипак је поражен и тражио је мир, уступајући неколико територија Савоји, али је задржао власт над Монфератом, иако са статусом савојског вазала.
Међутим, када је војвода Амадео VIII од њега затражио плаћање ратних трошкова, маркиз Јован Јаков се побунио; али, након што је опседнут у Кивасу, био је приморан да се покори. Његова држава и његов престиж су били сломљени, и он је поново морао да се прогласи вазалом Савоје.
Маркгроф Јован Јаков Палеолог је умро у Казале Монферату 1445. године, наследио га је син Јован IV.

## Брак и деца
Маркгроф Јован Јаков се 26. априла 1411. године, оженио Јованом Савојском (1395–1460. године), ћерком Амадеа VII, грофа од Савоје и Боне од Берија. Њихова деца су била:
- Јован IV (1413–1464. године), маркиз од Монферата 1445–1464. године;
- Амадеа (1418–1440. године), удата за Јована II де Поатје-Лузињана, краља Кипра;
- Изабела (око 1419–1475. године); удата за Лудовика I дел Васта, маркиза од Салуца;
- Вилијам VIII (1422–1483. године), маркиз од Монферата 1464–1483. године;[3]
- Бонифације III (1424–1494. године), маркиз од Монферата 1483–1494. године;
- Теодор (1425–1481. године), кардинал.